# 空港に居住した人物の一覧
空港に居住した人物の一覧（くうこうにきょじゅうしたじんぶつのいちらん）では空港に1週間以上居住したことで有名な人物を掲載する。空港に滞在する理由としては何らかの抗議であったり、亡命や難民申請を行うためであったり、休暇中に降って湧いた災難であったり、様々である。

## 空港に居住した人々
| 氏名                               | 元の国籍                       | 空港名                                            | 滞在期間                                                         | 滞在日数               | 滞在理由 | 退去理由 / 現状 |
| ---------------------------------- | ------------------------------ | ------------------------------------------------- | ---------------------------------------------------------------- | ---------------------- | --- | --- |
| イヴォンヌ・ パウル                | オランダ                       | スキポール空港 オランダ                           | 1967年10月 - 1968年1月5日                                        | 約90日                 | アメリカ合衆国へ戻ることを希望。 | 逮捕された。 |
| マーハン・カリミ・ ナセリ          | イラン                         | パリ＝シャルル・ ド・ゴール空港 フランス          | - 1988年8月26日 - 2006年7月 - 2022年9月中旬以降 - 2022年11月12日 | 約6,550日 （17.9年）   | イランから国外追放された後、イギリスに向かう途中、パリにて各種書類を盗まれ入国を拒否された。 | 2006年に入院し、赤十字社の計らいによりホテルに滞在。慈善団体エマオにより、パリへと移動した。しかし特別老人ホームに入居後、2022年9月中旬にド・ゴール空港に戻り、公共エリアでホームレスとして居住を再び開始。同年11月12日に現地で死去した。 |
| バイラム・テペリ                   | トルコ                         | アタテュルク国際空港 サビハ・ギョクチェン国際空港 | 1991年 -                                                         | 30年以上               | 他に住むところが無かった | 2019年、アタテュルク空港の閉鎖のため、サビハ・ギョクチェン空港に移動した。 |
| マイケル・ オ・マミィン            | カナダ （出身は ナイジェリア） | 新東京国際空港 日本                               | 1998年5月28日 - 1998年8月27日                                    | 91日                   | 日本で同じ故郷のナイジェリア人の友人と待ち合わせて、その足で祖国のナイジェリアに帰ろうと考えたが、友人とは連絡が取れず、所持金も尽きた。 | 滞在許可されていた90日を超過したため、東京入国管理局によって抑留され、ナイジェリアではなく、出発地のカナダへ強制送還された。 |
| デニス・ルイス・ デ・ソウザ        | ブラジル                       | グアルーリョス 国際空港 ブラジル                  | 2000年頃 - 現在                                                  | 20年以上（2020年現在） | 家族内での喧嘩の末、家を飛び出し空港へと向かった。飛行機に乗る意図はなかった。 | 2015年5月現在も滞在中だが、たまに外出している。 |

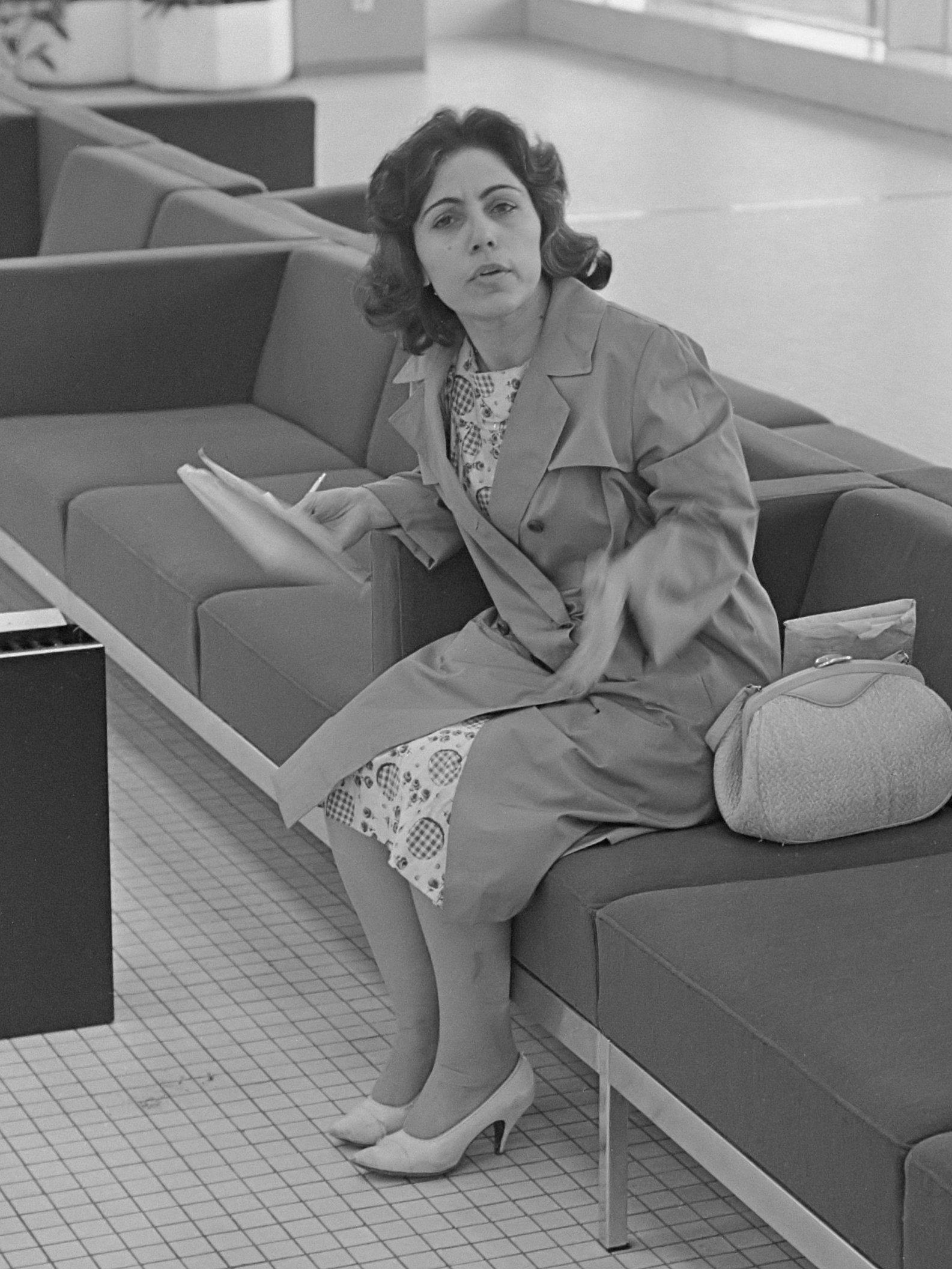
イヴォンヌ・パウル
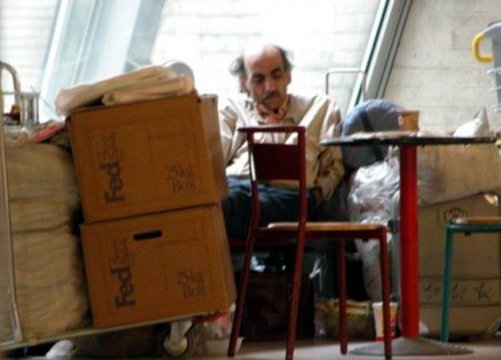
マーハン・カリミ・ナセリ
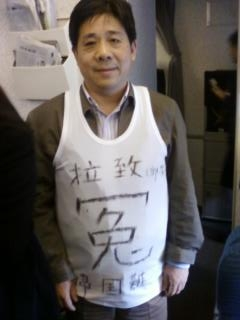
馮正虎
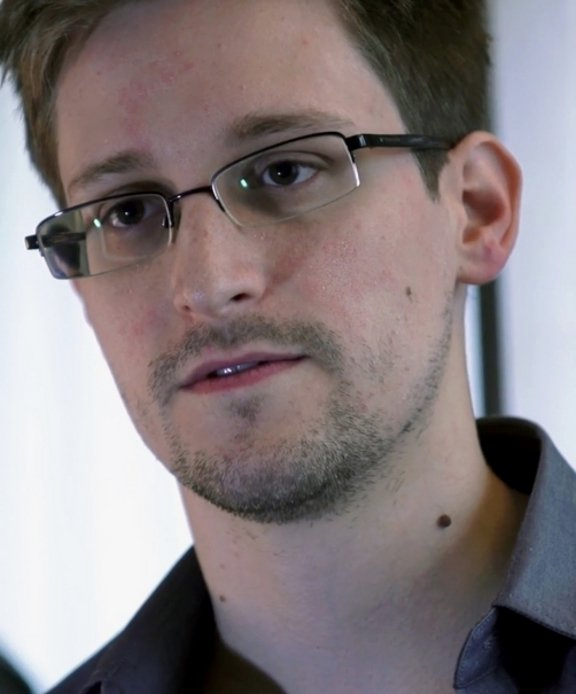
エドワード・スノーデン

| サンジェイ・ シャー                | ケニア                         | ジョモ・ケニヤッタ · 国際空港 · ケニア            | 2004年5月 - 2005年7月12日                                        | 約400日 （1.1年）      | 英国海外市民のパスポートでイギリスに入国しようとしたが、入国を拒否された。彼は既にケニアのパスポートを手放しており、ナイロビに戻り抗議を開始した。 | 完全なイギリス市民権を獲得。 |
| ザフラ・ カマルファー              | イラン                         | シェレメーチエヴォ 国際空港 ロシア                | 2006年5月または6月 - 2007年3月15日                               | 約300日                | 彼女と家族はイランにおいて迫害を受けており、カナダへ亡命を求めた。その途上、2人の子供と共に滞在。 | カナダ政府により亡命が認められた。 |
| 野原弘司                           | 日本                           | メキシコ・シティ 国際空港 メキシコ                | 2008年9月2日 - 2008年12月28日                                    | 86日                   | 当初はホテルに滞在していたが、所持金が少なくなってきたため、空港での寝泊まりを開始。 | オユキと名乗る女性と共に、空港を去った。 |
| 魏建国                             | 中国                           | 北京首都国際空港                                  | 2008年-                                                          | 14年以上               | 飲酒、喫煙問題による家族との不和 | |
| ハインツ・ミュラー                 | ドイツ                         | ヴィラコッポス 国際空港 ブラジル                  | 2009年10月16日 - 2009年10月29日                                  | 13日                   | インターネットで知り合った女性に会うため、リオデジャネイロに降り立ったが、連絡が取れず。所持金は既に使い果たしており、結局はカンピーナス入りした。 | 心理学鑑定のため病院へと移動。 |
| 馮正虎                             | 中国                           | 成田国際空港 日本                                 | 2009年11月9日 - 2010年2月3日                                     | 86日                   | 中国への帰国を拒否されたため、成田国際空港に戻されたあと、到着ロビーの制限区域にて、中国への抗議を開始。 | 中国への帰国が許可される見通しが立ったことから、一旦到着ロビーから日本に入国。千葉県内の妹の自宅に身を寄せた後、中国に帰国。 |
| ゲーリー・ ピーター・ オースティン | イギリス                       | ニノイ・アキノ 国際空港 フィリピン                | 2012年12月19日 - 2013年1月11日                                   | 23日                   | 搭乗予定だった旅客機の航空券を、旅行代理店によってキャンセルされてしまったため、搭乗手続きをすることができず、別の飛行機の航空券を買う資金も、使い果たしてしまった。 | イギリスへ戻るための航空券を買う資金支援を受けた。 |
| モハメド・ アル＝バヒシュ          | イラク （ パレスチナ）         | アルマトイ 国際空港 カザフスタン                  | 2013年3月20日 - 2013年8月17日                                    | 150日                  | カザフスタンにおいて、結婚の意志を登録している最中に難民旅行証明書類が行方不明となり、カザフスタンとアラブ首長国連邦のビザが失効した。後にカザフスタンのビザを更新できるのではないかと期待してトルコへ飛んだが、国境でアルマトイへ送り返され、カザフスタンのビザがなかったために再びイスタンブールへ送られ、結局2都市を4往復し、どちらの国でも入国を拒否された。 | ルーマニアのティミショアラにある国際連合難民高等弁務官事務所(UNHCR)の難民緊急一時滞在センターへ行くことを許され、その後フィンランドへの亡命が認められた。                                                                                 |
| アーメド・カナン                   | シリア （ パレスチナ）         | クアラルンプール 国際空港 マレーシア              | 2013年5月21日 - 2013年7月13日                                    | 114日                  | 2013年5月までマレーシアに滞在した後、トルコへのビザ無しにクアラルンプールからトルコへ飛んだ。パスポートをトルコの入国管理局に没収され、クアラルンプールに送還された。 | マレーシア政府より人道的見地から30日間のビザを与えられ、現地時間の2013年7月13日16時に釈放された。 |
| エドワード・ スノーデン            | アメリカ合衆国                 | シェレメーチエヴォ 国際空港 ロシア                | 2013年6月23日 - 2013年8月1日                                     | 39日                   | スノーデンがシェレメーチエヴォ空港に到着した際、アメリカ合衆国国務省が彼のパスポートを無効化し、トランジットエリアに滞在。 | ロシア政府が1年間の一時亡命を許可。 |
| 安保鉄也                           | 日本                           | シェレメーチエヴォ 国際空港 ロシア                | 2015年5月29日- 2015年8月5日                                      | 68日                   | ジャーナリストを自称し、政治的な動機で帰国しないと説明。「アメリカ流の偽りを書くことに疲れた」「偽りだらけの土地へ帰るよりも、ここ（空港）でお腹をすかせながら暮らすほうがよい」と主張。ロシア国籍の取得を望んでいた。 | 日本での政治的迫害の証拠がないとして政治亡命を拒否され、帰国。 |
| ハッサン・ アル＝コンタル          | シリア                         | クアラルンプール 国際空港 マレーシア              | 2018年3月7日 - 2018年10月1日                                     | 208日                  | アラブ首長国連邦でパスポートの更新が出来ず当局に拘束された後、マレーシアを経由してビザを取得しシリア難民を受け入れるエクアドルへ向かおうとしたが、トルコ航空に搭乗を拒否された。その後カンボジアへも飛んだが現地で入国を拒否されてマレーシアに送還され、マレーシア到着時に得たビザも切れたことで同国へも入国できなくなった。                                     | 空港内の立ち入り禁止区域に居た所を警察に拘束された。シリアへ送還するためシリア大使館と連絡を取り合っている。カナダ政府より難民認定、永住権を与えられ、バンクーバーに向かった。                                                            |

- イヴォンヌ・パウル
- マーハン・カリミ・ナセリ
- 馮正虎
- エドワード・スノーデン

## 空港に居住する人物を題材にした作品
下記の映画は、いずれも空港から出られなくなり、空港ターミナルビルに居住することとなった人物を描いている。
- ターミナル - 2004年制作のアメリカ映画。
- パリ空港の人々 - 1993年制作のフランス映画。